# Express Mail Service

Logo

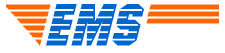
Logo 2007

Der Express Mail Service (EMS) ist eine internationale Express-Versandart, die von den Mitgliedern der Universal Postal Union (UPU) angeboten wird. Die Mitgliedsunternehmen gründeten 1998 gemeinsam den EMS innerhalb der UPU, um die Entwicklung der Postdienstleistung weltweit zu harmonisieren und den internationalen Versand zu erleichtern. Seit der Gründung hat EMS 176 Mitglieder (Stand: April 2015).
Die einzelnen Mitgliedsunternehmen werden von einer unabhängigen dritten Partei bezüglich ihrer Qualität auditiert und jedes Jahr die Besten ausgezeichnet.
In Deutschland werden EMS-Sendungen von DHL, in Österreich von der Österreichischen Post und in der Schweiz von der Schweizerischen Post ausgeliefert.

## Vorgeschichte
Bereits in den 1980er Jahren existierte der Dienst Express Mail Service zur Abwicklung des grenzüberschreitenden Postverkehrs. Die Sendungen trugen bereits einen Aufkleber im späteren Corporate Design, orange/blau, und die Aufschrift „EMS“.